# برونيليستوك
برونيليستوك (بالإنجليزية: Brünnelistock)‏ هو أحد جبال سلسلة الألب السويسرية وجزء من القمة الأم موتيريستوك يقع في كانتون شفيتس وكانتون غلاروس، سويسرا. يبلغ ارتفاع الجبل حوالي 2133 متر، بينما يبلغ ارتفاع نتوء الجبل 250 متر.